# Brachiaria pubescens
Brachiaria pubescens är en gräsart som först beskrevs av Emilio Chiovenda, och fick sitt nu gällande namn av Sylvia Mabel Phillips. Brachiaria pubescens ingår i släktet Brachiaria och familjen gräs.
Artens utbredningsområde är Etiopien. Inga underarter finns listade i Catalogue of Life.